# 姚武江
姚武江（1986年—），中国煤矿技术工人，山西阳泉煤业集团一矿机电工区机电队技术员，2018年1月当选第十三届全国人大代表。
姚武江毕业于山西工程技术学院机电一体化专业，2010年进入山西阳泉煤业集团一矿，此后一直在井下从事机电工作。
他曾获得“同煤杯”第七届全国煤炭行业职业技能竞赛综采维修电工比武第一名、“冀中能源杯”第六届全国煤炭行业职业技能竞赛综采维修电工比武第八名、“晋城煤业杯”第四届全国煤炭行业职业技能竞赛综采维修电工比武第十名、全煤青年五四奖章、全国技术能手、全国青年岗位能手、第二届全国百名优秀青年矿工、山西阳泉煤业集团公司优秀高校毕业生等。2014年，山西阳泉煤业集团一矿成立了以他命名的姚武江大师工作室，该工作室后被评为山西省职工创新工作室。姚武江的皮带集控装置改造项目获2017年度山西省煤炭行业“五小”创新竞赛活动优秀成果评选特等奖。2018年2月24日，当选为第十三届全国人大代表。